# Кафтор

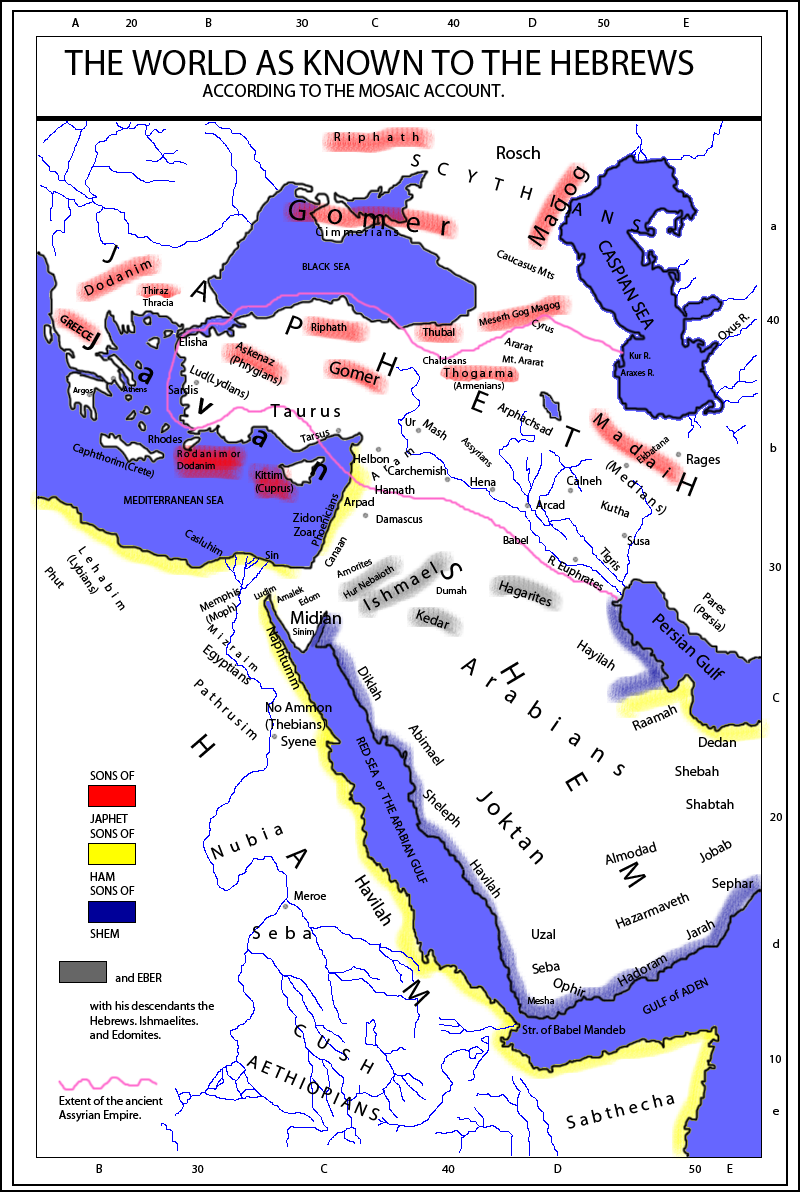
Місце розташування колін Ноя, Кафтор знаходиться на стародавньому Криті.

Кафтор (івр. כפתור) — місцевість, згадана в Біблії, в якій її жителів називають Кафторами або Кафторянами. Цей народ вважається спорідненим до давніх єгиптян. Кафтор також згадується в древніх манускриптах з Єгипту, Марі та Угариту. Єврейські джерела розміщували Кафтор у регіоні Пелусій, хоча сучасні джерела, як правило, пов'язують його з іншими місцевостями: Кілікія, Кіпр або Крит.

## Єврейські джерела
Кафтори згадуються в Таблиці народів та Книзі Буття 10:13-14 як одна із декількох гілок нащадків Міцраїму (Єгипет). Це повторюється в Книзі Хроніки 1:11-12, а також в пізніших історичних джерелах, таких, як книга Йосипа Флавія «Юдейські старожитності» (книга 1, розділ 6, параграф 2). Останній помістив їх точно в Єгипті. Єврейська хроніка Сефер га-Яшар описує їхнє проживання біля Нілу. Переселення філістимлян з Кафтора згадується в Книзі пророка Амоса (9:7).
Йосип Флавій, використовуючи позабіблійні розповіді, розкриває причину переїзду з Кафтора до Філістії. Він зафіксував, що Кафтори були одним із єгипетських народів, міста яких були зруйновані під час Ефіопської війни.
Інформація щодо традиційного місця розташування Кафтора збереглася в арамейських таргумах і в записках Маймоніда, які описували його знаходження в безпосередній близькості від Дамієти на східному краю дельти Нілу, поблизу класичного Пелусія. Цю думку підтримував біблійний екзегет X століття Саадія Гаон, а також Веніамін Тудельський, єврейський мандрівник 12 століття з Наварри — вони обоє писали, що Дамієта й була Кафтором.

## В археологічних джерелах

### Глиняні таблички з Марі
Місце, яке називається Каптар, згадується в декількох текстах Марійських глиняних табличок і розуміється істориками, якпозначення Кафтора. У записі, що датується 1780-1760 роками до н.е., згадується людина з Кафтора (a-na Kap-ta-ra-i-im), яка отримувала олово з Марі. В іншому марійському тексті того ж періоду згадується зброя кафторян (kakku Kap-ta-ru-ú). Інший напис розповідає про предмет, що належав Кафтору (ka-ta-pu-um Kap-ta-ru-ú), та який був надісланий царем Зімрі-Лімом королю Разами Шарії. У тексті, пов’язаному з Хаммурапі, згадується тканина кафторит (k[a-a]p-ta-ri-tum), яку надсилали до Месопотамії через Марі. У списку хатнього інвентарю згадується кафторська посудина (GAL kap-ta-ri-tum), ймовірно, великий глечик або пляшка.

### Тексти Рас Шамра
Аккадський текст з архівів Угариту (сучасна Рас Шамра, Сирія) містить можливе посилання на Кафтор: там згадується корабель, який звільняється від чергування після прибуття з місця, чия назва записана аккадським клинописом, як «KUR.DUGUD.RI». Напис «KUR» є назвою країни, тоді як одним із можливих читань напису «DUGUD» є «kabtu», таким чином назва може бути Kabturi, що дуже схоже на Каптор.
В угаритських написах періоду Амарна згадується «k-p-t-r», що вважається Кафтором: текст використовує «k-p-t-r» як параленьну назву Єгипту (H-k-p-t) та називає його будинком бога Котар-ва-Хасіса — угаритського аналога єгипетського бога Птаха. Ще до відкриття цього посилання на H-k-p-t, вчені вже розглядали можливість того, що фраза «iy Caphtor», знайдена в Книзі пророка Єремії, є семітським синонімом Єгипту.

### Єгипетські написи
Назва k-p-t-ȝ-r зустрічається у Верхньому Єгипті в ієрогліфічних написах на стінах храму часів династії Птолемеїв Ком-Омбо та вважається посиланням на Кафтор.
Посилання на k-p-t-ȝ-r не слід плутати з іншими написами в храмі та на інших, більш ранніх місцях розкопок, де згадується місцевість під назвою «Кефтіу». Вона була згадана в списку земель на північному сході Єгипту. Ці назви мають різну орфографію та вимову, хоча деякі вчені припускають, що «Кефтіу» це також посилання на Кафтор. Спроби ідентифікувати «Кефтіу» як «Кафтор» почалися в 19 столітті: стверджувалося, що літера «р» змінилася на «у» в єгипетській мові. Однак прочитання k-p-t-ȝ-r як «Кафтор» походить з пізньої епохи Птолемеїв, де воно все ще мало звук «р», а посилання на «Кефтіу» трапляються окремо в тому ж тексті. Вчені, які дотримуються думки, що «Кефтіу» це «Кафтор», припускають, що k-p-t-ȝ-r — це єгипетська транслітерація семітської назви, а «Кефтіу» — власне єгипетська форма цього слова. Однак британський сходознавець Арчибальд Сейс уже в XIX столітті стверджував, що текст, де зустрічається k-p-t-ȝ-r, не є транслітерацією семітських форм. Інші вчені не погоджувалися з ним.
Тотожність Кефтіу з Кафтором зазвичай зустрічається в інтерпретаціях, де Кафтор ідентифікують із Критом, Кіпром чи місцевістю в Анатолії. У 1950-х роках, спираючись на напис на могилі Рехміра, Жан Веркуте стверджував, що «Кефтіу» не міг знаходитись далеко від «морських островів», які він вважав островами Егейського моря. Однак у 2003 році Вандесліен зазначив, що термін «wedj wer» (буквально «великий зелений»), який Веркуте переклав як «море», насправді означає рослину, що росте на берегах Нілу та в дельті, отже, згідно зі стародавнім текстом, «Кефтіу» знаходився в дельті Нілу.
Однак це питання до кінця не врегульовано. У своїй роботі «Кафтор/Кефтіу: нове розслідування» Джон Стрейндж стверджує, що пізні географічні списки, на які посилалися в попередньому абзаці, не можна приймати за правдиві, оскільки вони здаються «випадковими» збірками старовинних географічних назв і містять інші спотворення та кальки.

## Переклад
Таргум перекладає «Кафтор» арамейською мовою як «Капуткай», «Капудка» або щось подібне. Тобто Капуткія або Дамієта знаходяться на середземноморському узбережжі Єгипту, як це  пояснює Маймонід.
У Септуагінті назва «Катпатука» перекладена, як «Каппадокія». У Вульгаті перекладено так само. Вчений сімнадцятого століття Самуель Бохарт розумів це, як посилання на Каппадокію в Анатолії, але, на думку Джона Гілла, ці переклади означають Капуткію.

## Сучасна ідентифікація

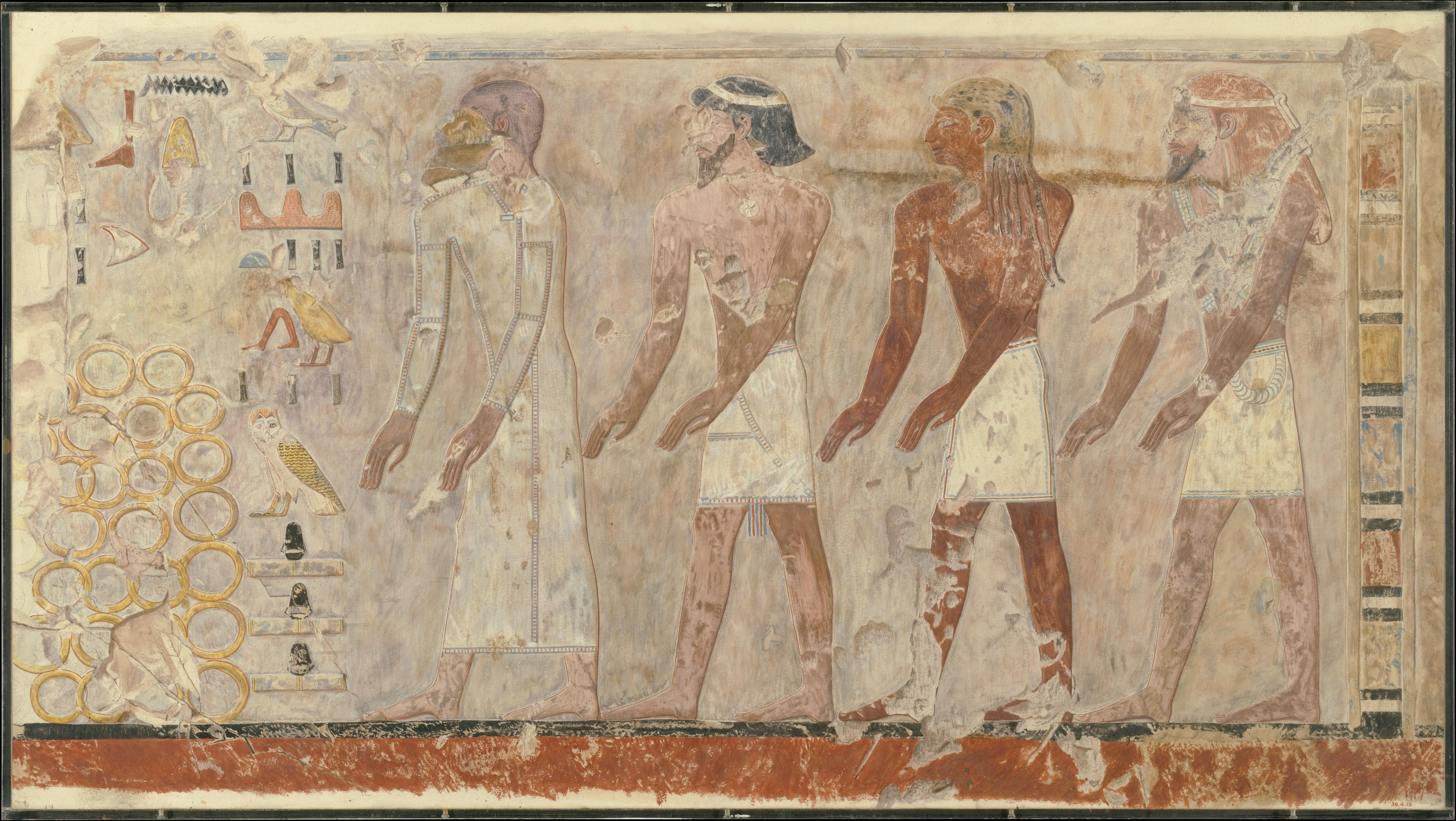
«Чотири іноземні вожді». Фреска з гробниці фіванського некрополя ТТ39 (Музей мистецтва Метрополітен). Другий справа - Кефтіу.

З 18 століття вчені та інші дослідники намагалися визначити справжнє місцезнаходження Кафтору. Та вони все більше не зважали на традиційну локалізацію античного Кафтора на єгипетському узбережжі в районі Пелусія. Його ототожнювали з Коптосом, Колхидою, Кіпром, Каппадокією в Малій Азії, Кілікією та Критом.
Ототожнення з Коптосом зафіксоване в британській «Всесвітній історії з найдавніших часів» (1747 рік), де озвучується думка, що ця назва походить від Кафтору. Хоча дана теорія узгоджується з традицією розміщення Кафтору в Єгипті, вона нехтує даними щодо знаходження на прибережній лінії, конкретно в Дамієті. І про це протиріччя зазначається в книзі. Зараз відомо, що назва «Коптос» походить від єгипетського слова «Gebtu», яке не пов'язане з ім'ям Кафтор.

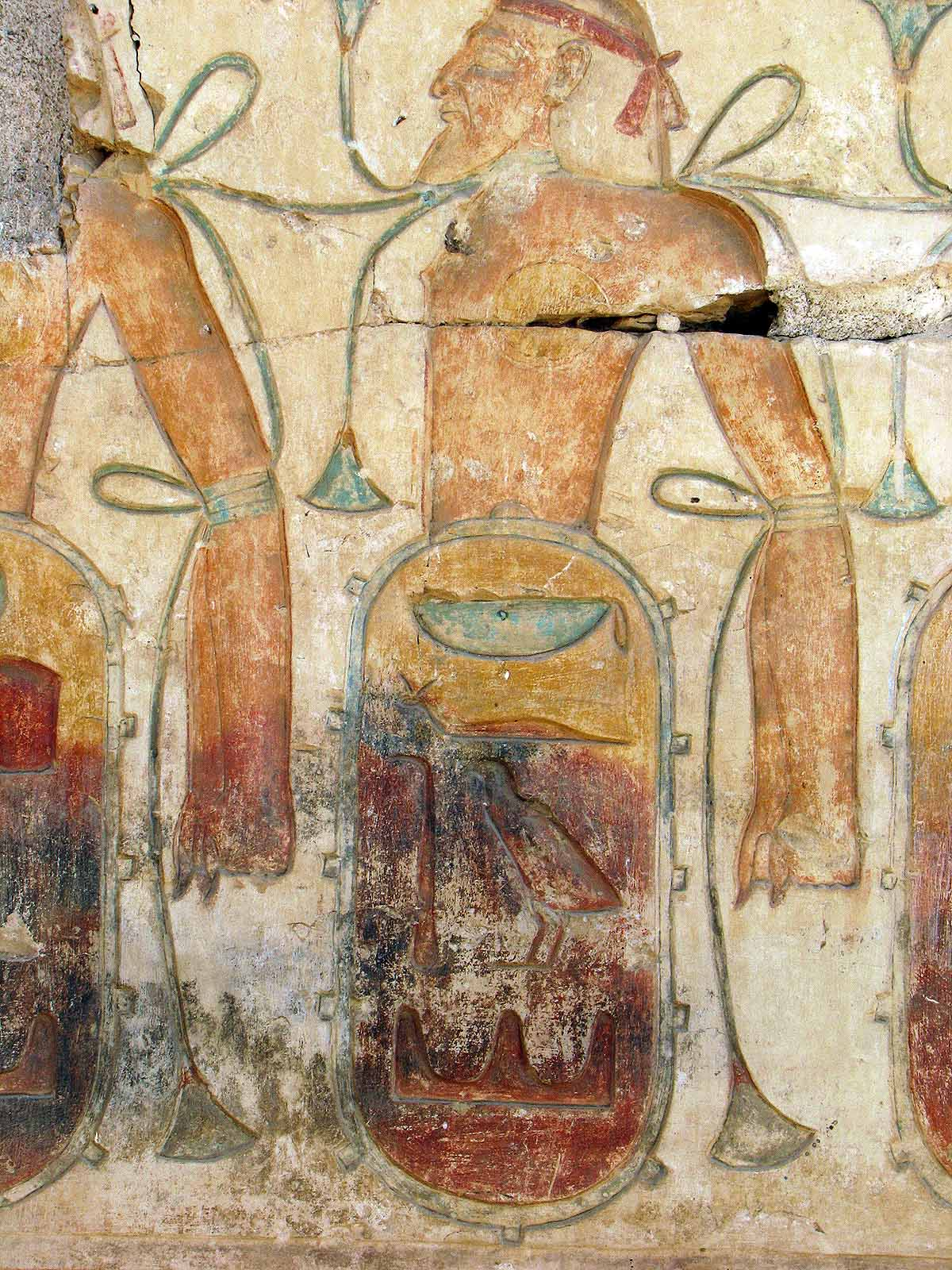
Полонений кафторянин (підписаний ієрогліфом «Кефтіу»), храм Рамзеса II в Абідосі

Єгипетський ієрогліф kftı͗w (умовно його називають Кефтіу) засвідчений в численних написах. Упевненість, що Кефтіу/Кафтор слід ототожнювати з Кіпром чи Сирією, а також пізніші асоціації з Критом, з'явились у 19 столітті під впливом сера Артура Еванса. Ці ідеї було розкритиковано Г. А. Вайнрайтом у 1931 році, який розташовував Кефтіу в Кілікії, на Середземноморському узбережжі Малої Азії. Він знайшов докази серед багатьох джерел:
- у географічних списках і написі Тутмоса III «Гімн Перемоги», де район Кефтіу знаходився серед впізнаваних регіонів у північно-східному куточку Середземномор'я;
- у тексті «заклинання Кефтіуана» śntkppwymntrkkr (приблизно 1200 р. до н.е.), де були описані килікійські та сирійські божества Тарку (хетський бог сонця), Сандон (кілікійський та лідійський варінт бога Тарку) та Ку-Баба, які пов'язувалися з Кефтіу;
- у «срібному посуді шаваті роботи Кефтіу» та в залізному посуді Тутмоса, що були отримані в подарунок від Тіная на півночі Сирії.
Теорія Вайнрайта не є загальновизнаною, оскільки його свідчення доводять щонайбільше культурний обмін між Кефтіу та Анатолією, не вказуючи його розташування на узбережжі Середземного моря.
У 1980 році Дж. Стрендж зібрав всебічну колекцію документів, в яких згадувався Кафтор або Кефтіу. Він пише, що ключові тексти відмежовують Кефтіу від «островів посеред моря», якими єгипетські книжники позначали Крит.
На кам'яній основі статуї, що була встановлена під час правління Аменхотепа III, згадується назва kftı͗w, як одна із середземноморських зупинок кораблів на шляху до критських міст, таких як Кідонія, Фест та Амнісс, вказуючи на те, що, можливо, цей термін може не стосуватися Криту.

## Зовнішні посилання
- Who Were the Keftiu?